# Cuarto del Príncipe (Alcázar de Madrid)
El cuarto del príncipe es el nombre que ha recibido en distintos momentos un conjunto de habitaciones destinadas a albergar al príncipe, primogénito del monarca de España en esa desaparecida residencia.

## Historia
A lo largo de la historia del Real Alcázar se utilizó este nombre para distintos cuartos:
1. las habitaciones destinadas en el primer piso, al norte de la escalera principal, al futuro Felipe II a mediados del siglo XVI.[1]
2. el destinado al futuro Felipe III, hasta su acceso al trono en 1598 tras la muerte de su padre Felipe II. Tras el acceso al trono, el cuarto fue destinado a Francisco de Sandoval, marqués de Denia, favorito y valido de Felipe III.[2]
3. Después para el cuarto del hijo primogénito de Felipe III, hasta que este se convirtió en monarca como Felipe IV.
4. hacia 1643 se utilizó este nombre para referirse a una serie de habitaciones preparadas al sudoeste en la planta baja para Baltasar Carlos de Austria, primogénito de Felipe IV y príncipe de Asturias. Se desconoce si el príncipe Baltasar Carlos llegó a habitar este cuarto ya que falleció en octubre de 1646. También se conocía como cuarto bajo del príncipe por contraposición al antiguo cuarto del príncipe referido en 1.
5. Por último para Luis, hijo primogénito de Felipe V.[3]